# Olof Celsius
Olof Celsius, conegut com el Vell, (Uppsala, 1670 – Estocolm, 1756) va ser un botànic, filòleg i clergue suec. Va ser professor a la Universitat d'Uppsala, a Suècia. Celsius va ser un mentor del botànic Carl von Linné. Celsius escriví el seu llibre més famós amb el títol de Hierobotanicon, sobre les plantes que apareixen a la Bíblia, es publicà els anys 1745-47.
El nebot d'Olof Celsius, Anders Celsius va ser un astrònom que inventà una escala de temperatura on el 0 representava el punt d'ebullició de l'aigua mentre que el 100 era el punt on es glaçava. Carl Linnaeus el 1744 revertí aquesta escala i creà l'escala centígrada, que el 1948 va passar a dir-se escala Celsius i que encara es fa servir avui en dia.
Olof Celsius fou membre de la Reial Acadèmia Sueca de Ciències des de 1739.